# UAE Tour femminile
Lo UAE Tour femminile (in inglese UAE Tour Women) è una corsa a tappe di ciclismo su strada femminile che si svolge negli Emirati Arabi Uniti ogni anno nel mese di febbraio. Fa parte del circuito UCI Women's World Tour.
È organizzato dalla RCS Sport, che si occupa anche di altri eventi del calendario UCI World Tour come il Giro d'Italia, la Tirreno-Adriatico, la Milano-Sanremo e il Giro di Lombardia.

## Albo d'oro
Aggiornato all'edizione 2025.
| Anno | Vincitore            | Secondo        | Terzo              |
| ---- | -------------------- | -------------- | ------------------ |
| 2023 | Elisa Longo Borghini | Gaia Realini   | Silvia Persico     |
| 2024 | Lotte Kopecky        | Neve Bradbury  | Mavi García        |
| 2025 | Elisa Longo Borghini | Silvia Persico | Kimberley Le Court |